# Alternanthera aquatica
Alternanthera aquatica är en amarantväxtart som först beskrevs av Domingo Parodi, och fick sitt nu gällande namn av Robert Hippolyte Chodat. Alternanthera aquatica ingår i släktet alternanter, och familjen amarantväxter. Inga underarter finns listade i Catalogue of Life.